# Иншааллах
Иншааллах (ин ша Алла́, ин ша́’ Аллах, араб. إِنْ شَاءَ ٱللَّٰهُ‎ —  «если на то есть воля Божья», «если Бог пожелает»‎) — ритуальное молитвенное восклицание, междометное выражение, используемое в арабских и других мусульманских странах, как знак смирения мусульманина перед волей Аллаха. Сопровождает высказывание верующего о его планах или событиях, которые должны произойти в будущем. В арабоязычных странах используется представителями всех конфессий. В современном арабском языке фактически выступает в качестве маркера будущего времени. Приблизительно равно русскому «(если) будем живы» или «(если) даст Бог». Также может указывать на желание того, чтобы что-либо произошло или надежды на благословение от Бога в каком-либо предприятии в будущем. В современном исламском мире употребляется повсеместно в разговорной речи.
Иногда произносится как вежливый отказ, в ответ на вопрос или просьбу, которую трудно или невозможно выполнить. В арабских странах считается невежливым отказывать прямо, говоря «нет». В таких случаях иншааллах примерно может означать, «то, о чём вы меня просите, к сожалению, неосуществимо, если только не вмешается Бог».
Выражение восходит к Корану, где в суре Аль-Кахф написано:

И никогда не говори: «Я сделаю это завтра», (а говори:) «Если только этого не пожелает Аллах!»—  18:23, 24
Исламский богослов Ибн Аббас (619—686) сказал, что произнесение иншааллах является обязательным для мусульманина в том случае, когда речь идёт о совершении каких-либо дел в будущем. Если, по небрежности, фраза иншааллах не была произнесена вовремя, то её можно произнести и позже.